# هاري كينيدي
هاري كينيدي (بالإنجليزية: Harry Kennedy )‏ (و. 1952 – م) هو سياسي، من الولايات المتحدة الأمريكية، ولد في سانت لويس، ميزوري، هو عضوٌ في الحزب الديمقراطي الأمريكي.

## تعليمه
تخرج من جامعة ميسوري سانت لويس عام 1984، وحصل على درجة البكالوريوس في الآداب، تخصص اتصال كلامي.

## مناصب
تولى منصب عضو مجلس النواب ميسوري، وعضو مجلس ولاية ميسوري.